# Phakopsora ampelopsidis
Phakopsora ampelopsidis är en svampart som beskrevs av Dietel & P. Syd. 1898. Phakopsora ampelopsidis ingår i släktet Phakopsora och familjen Phakopsoraceae.   Inga underarter finns listade i Catalogue of Life.